# سيلفيا بيكون
سيلفيا بيكون (بالإنجليزية: Sylvia Bacon)‏ هي محامية وقاضية أمريكية، ولدت في 9 يوليو 1931 في ووترتاون في الولايات المتحدة.